# Hub Cobben

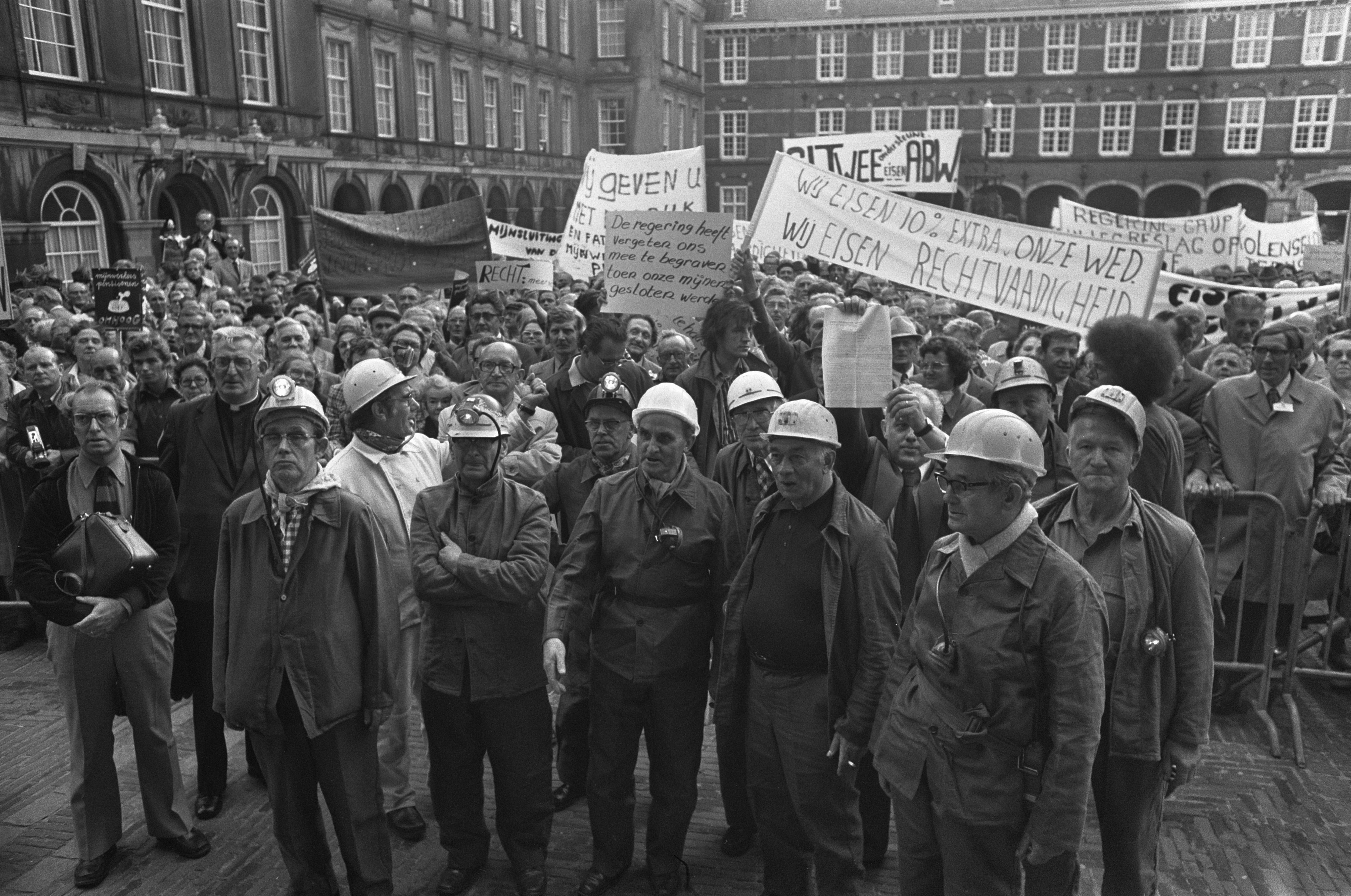
Mijnwerkers op het Binnenhof tijdens de Mars op Den Haag, 18 september 1975.

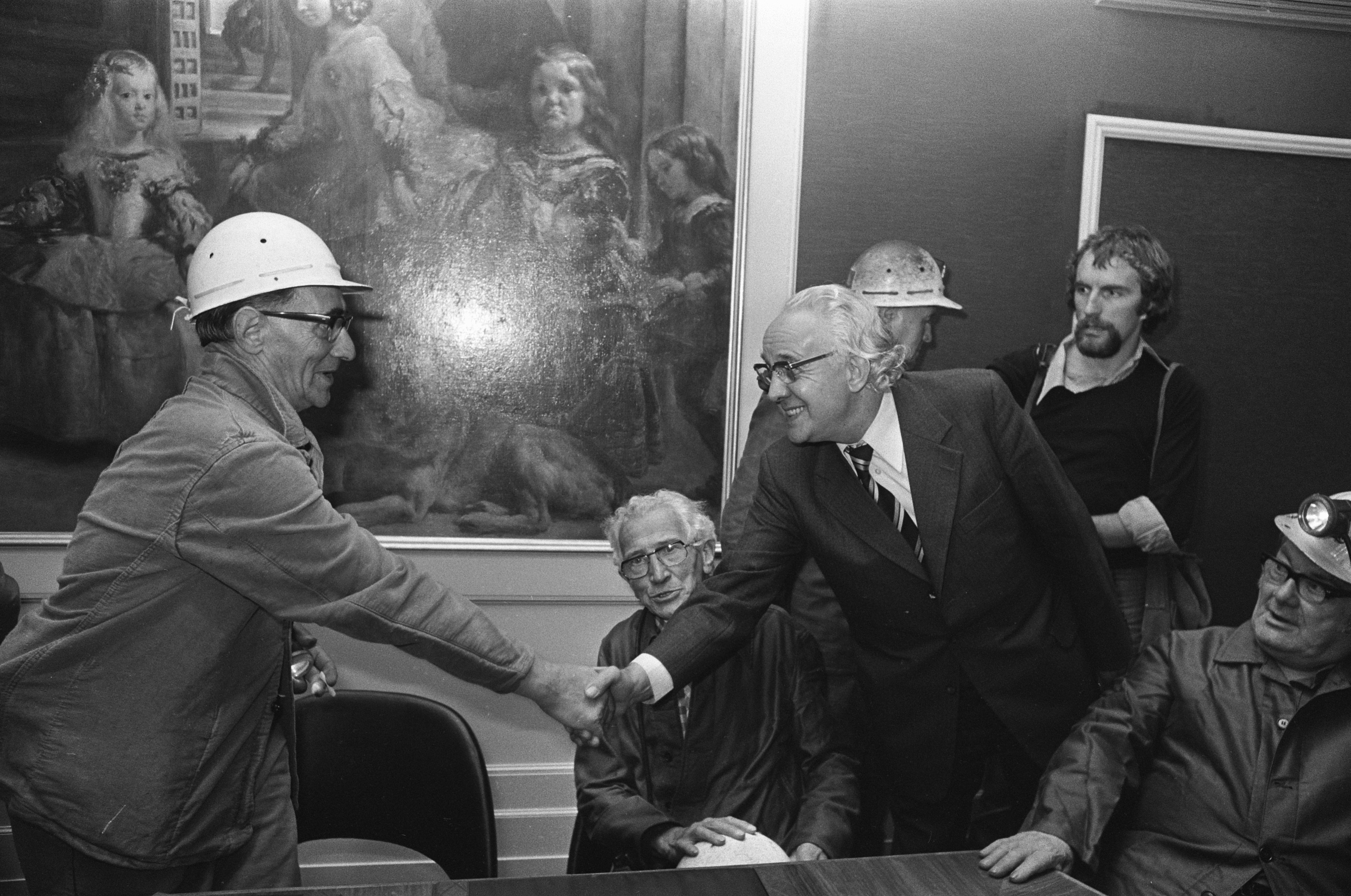
Hub Cobben (links) en staatssecretaris Jan Mertens

Hubert Kristiaan "Hub" Cobben (Heerlen, 22 juni 1908 – Heerlen, 2 juni 1976) was een Nederlands mijnwerker en vakbondsleider.

## Levensloop
Cobben was de zoon van een mijnwerker. Hij werd geboren in Heerlen en woonde vanaf 1911 tot zijn overlijden in 1976 in de mijnwerkerswijk 'de Slak' in Hoensbroek. Vanaf zijn zestiende was hij werkzaam in staatsmijn Emma. Hij werkte zich in de mijnen op tot meesterhouwer. Hij was aanvankelijk lid van de Nederlandse Katholieke Mijnwerkersbond (NKMB), maar sloot zich na de oorlog aan bij de Algemene Bond van Werkers in het Mijnbedrijf (ABWM, later Algemene Bond van Werknemers (ABW)). In 1964 ging hij na bijna veertig dienstjaren met pensioen.
Na de sluiting van de mijnen in de jaren 1970 kreeg Hub Cobben in 1974 en 1975 bekendheid als voorzitter van de Beroepsgroep Gepensioneerden binnen de ABW. Hij maakte zich onder andere sterk voor mijnwerkers die door een onvolledige dienstperiode een beperkt pensioen ontvingen en pleitte voor waardevastheid van alle pensioenen. Op 18 september 1975 organiseerde hij een Mars op Den Haag, een protestactie van 3500 mijnwerkers op het Binnenhof in Den Haag. Minister-president Joop den Uyl weigerde Cobben te ontmoeten en stuurde staatssecretaris van Sociale Zaken Jan Mertens om een petitie met eisen in ontvangst te nemen. Twee maanden later kwam het tot een confrontatie tussen Cobben en Den Uyl, toen Den Uyl tijdens een bezoek aan Heerlen onder veel protest verklaarde geen uitzondering te kunnen maken voor pensioenen van mijnwerkers.
In mei 1976 liep Cobben ernstig letsel op bij een auto-ongeluk. Hij overleed een week later op 67-jarige leeftijd in het De Wever-Ziekenhuis in Heerlen.

## Nagedachtenis
In 2017 werd door vakbondsbestuurder en SP-politicus Ron Meyer en geschiedenisdocent Martin van der Weerden het initiatief genomen tot de Hub Cobben Prijs, voor personen of organisaties die zich in Limburg inzetten voor sociale strijd en rechtvaardigheid. De prijs wordt vanaf 2018 jaarlijks uitgereikt. In november 2018 was er in het stadhuis van Heerlen een tentoonstelling over Hub Cobben. In maart 2022 werd de eerste Hub Cobben-rede georganiseerd. De toespraak met als thema 'macht en tegenmacht' werd uitgesproken door politicus Renske Leijten.